# Bolitoglossa hiemalis
Bolitoglossa hiemalis är en groddjursart som beskrevs av Lynch 200. Bolitoglossa hiemalis ingår i släktet Bolitoglossa och familjen lunglösa salamandrar. IUCN kategoriserar arten globalt som otillräckligt studerad. Inga underarter finns listade.